# Ижилха
Ижилха — деревня в Боханском районе Иркутской области России. Входит в состав Хохорского муниципального образования.

## География
Деревня находится на расстоянии примерно 12 км к западу от посёлка Бохан, административного центра района.

## Население
| 2002 | 2010 | 2011 | 2012 |
| ---- | ---- | ---- | ---- |
| 439  | ↘414 | →414 | ↗415 |

### Половой состав
По данным Всероссийской переписи, в 2010 году в деревне проживало 414 человек (205 мужчин и 209 женщин).